# ديف برنارد
ديف برنارد (بالإنجليزية: Dave Bernard)‏ هو لاعب كرة قدم أمريكية أمريكي، ولد في 26 سبتمبر 1912 في جيفرسون في الولايات المتحدة، وتوفي في 17 يوليو 1973.

## وصلات خارجية
- ديف برنارد على موقع مرجع كرة القدم المحترفة.كوم (الإنجليزية)